# Отрів (Невшатель)
Отрів (фр. Hauterive NE) — громада в Швейцарії в кантоні Невшатель.

## Географія
Громада розташована на відстані близько 37 км на захід від Берна, 5 км на північний схід від Невшателя.
Отрів має площу 2,1 км², з яких на 30,1 % дозволяється будівництво (житлове та будівництво доріг), 10,6 % використовуються в сільськогосподарських цілях, 59,3 % зайнято лісами, 0 % не є продуктивними (річки, льодовики або гори).

## Демографія
2019 року в громаді мешкало 2652 особи (+4 % порівняно з 2010 роком), іноземців було 26,6 %. Густота населення становила 1245 осіб/км².
За віковим діапазоном населення розподілялося таким чином: 19,1 % — особи молодші 20 років, 59,7 % — особи у віці 20—64 років, 21,2 % — особи у віці 65 років та старші. Було 1252 помешкань (у середньому 2,1 особи в помешканні).
Із загальної кількості 683 працюючих 10 було зайнято в первинному секторі, 209 — в обробній промисловості, 464 — у галузі послуг.